# Tamagotchieffekten

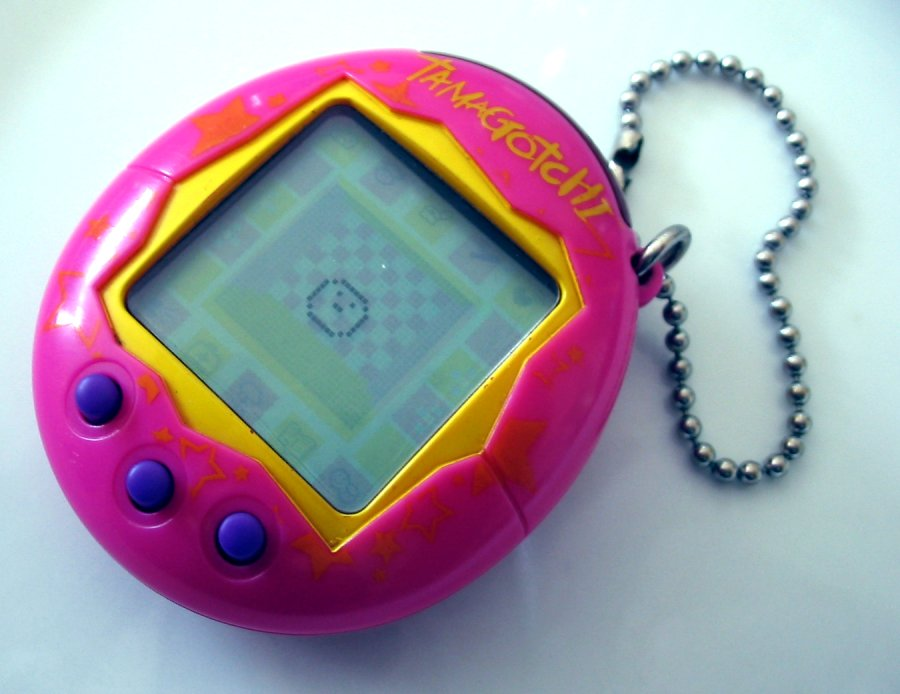
En tamagotchi-leksak.

Tamagotchi-effekten är utvecklingen av känslomässig anknytning till maskiner, robotar eller programvaruagenter. Det har noterats att människor tenderar att knyta an känslomässigt till saker som annars inte har några känslor. Till exempel finns det tillfällen då människor känner sig känslomässiga när de använder sina bilnycklar eller med virtuella husdjur. Det är mer framträdande inom områden som återspeglar vissa aspekter av mänskligt beteende eller egenskaper, särskilt högre nivåer av konstgjord intelligens och automatiserad kunskapshantering.